# Stella (hop)
Stella is een hopvariëteit, gebruikt voor het brouwen van bier.
Deze hopvariëteit is een “aromahop”, bij het bierbrouwen voornamelijk gebruikt vanwege zijn aromatische eigenschappen. Deze redelijk nieuwe Australische hopvariëteit heeft een geheel verschillend karakter dan de nobele Europese variëteiten en andere moderne hopvariëteiten.

## Kenmerken
- Alfazuur: 14 – 16%
- Bètazuur: 4 – 4,5%
- Eigenschappen: hoppige en florale toetsen met een subtiels anijshints